# Dichanthium aristatum
Dichanthium aristatum là một loài thực vật có hoa trong họ Hòa thảo. Loài này được (Poir.) C.E.Hubb. mô tả khoa học đầu tiên năm 1940.

## Hình ảnh

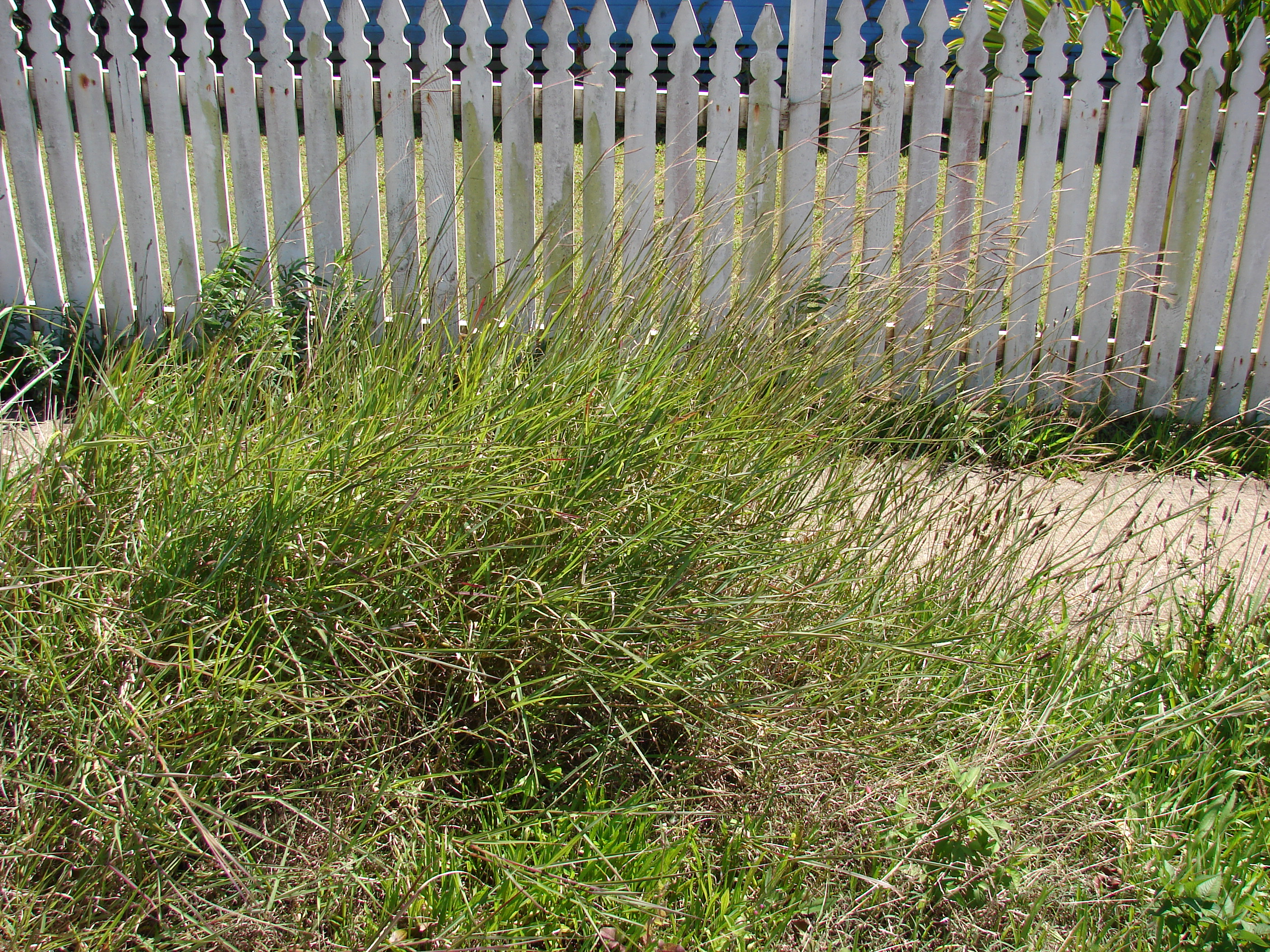
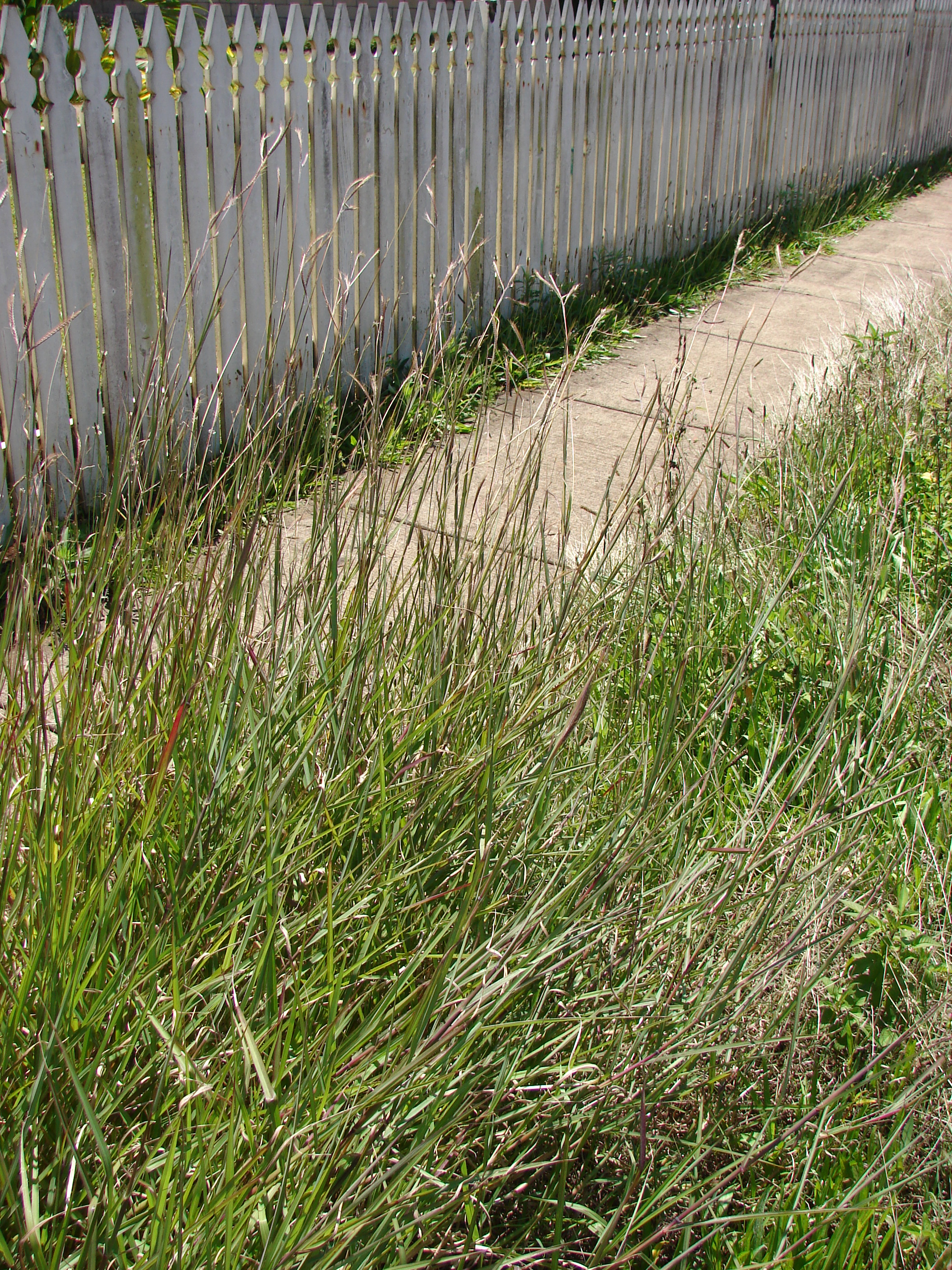
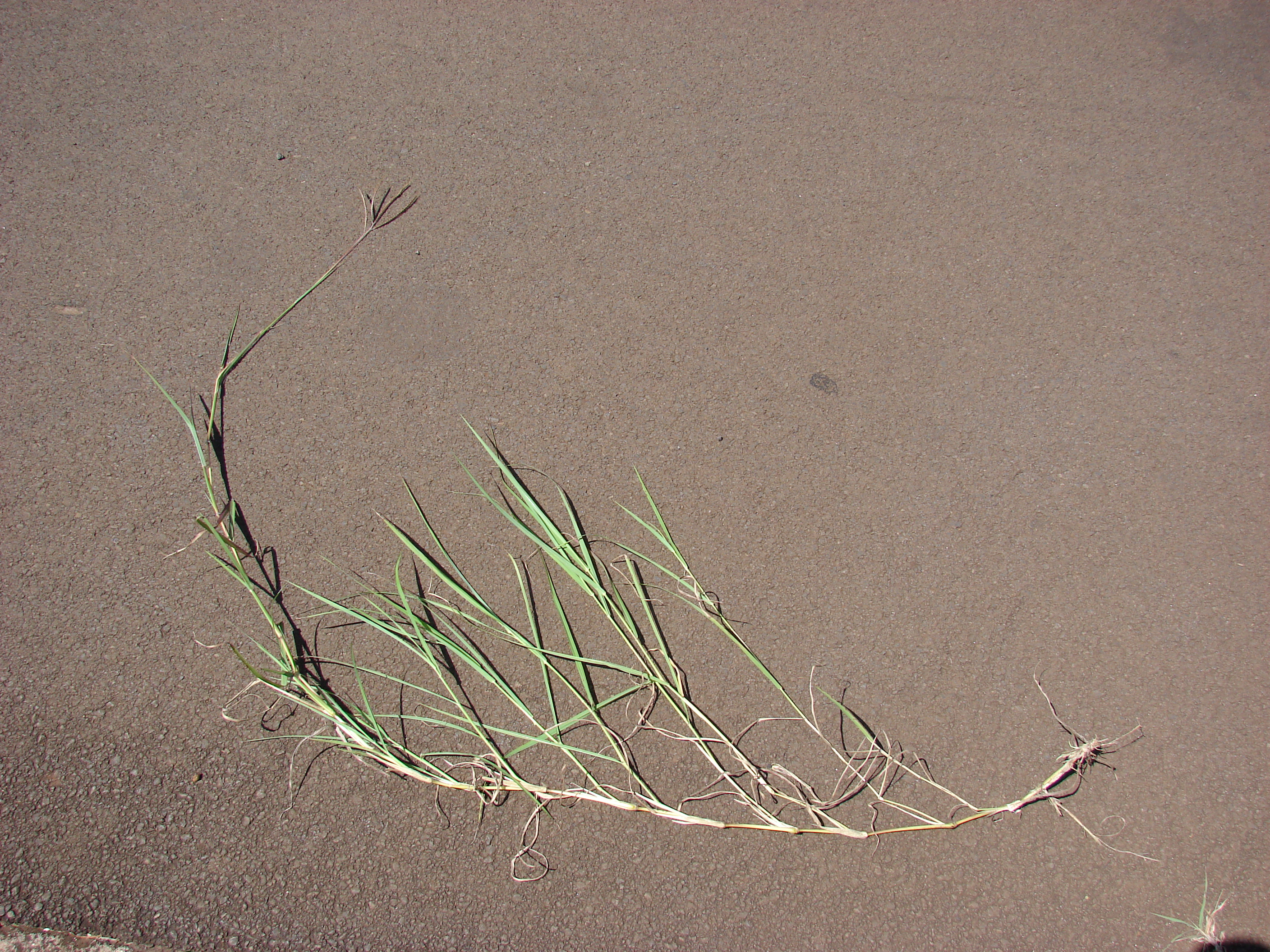
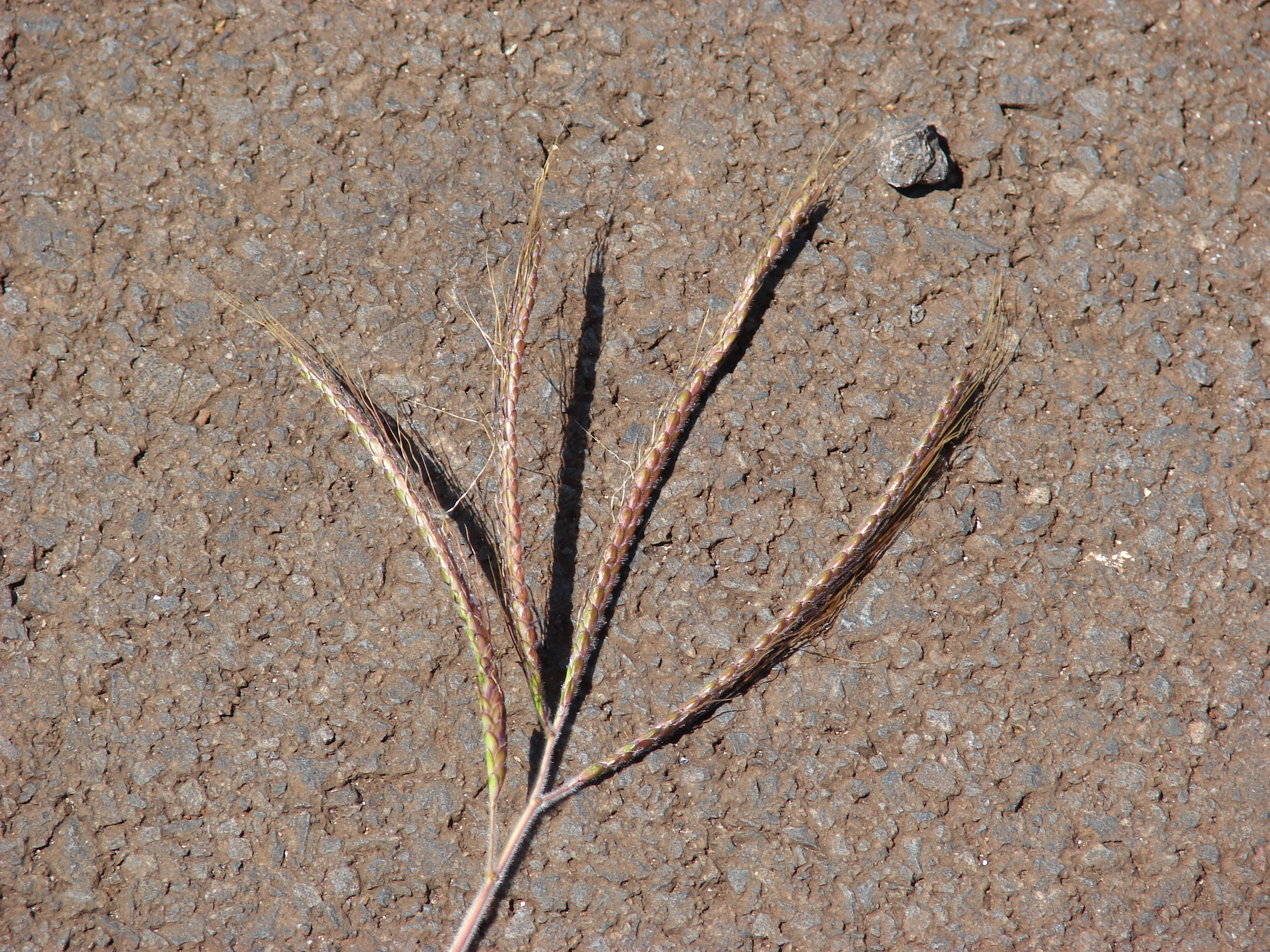